# Liste der Bodendenkmäler in Haarbach
Auf dieser Seite sind die Bodendenkmäler in der niederbayerischen Gemeinde Haarbach zusammengestellt. Diese Tabelle ist eine Teilliste der Liste der Bodendenkmäler in Bayern. Grundlage ist die Bayerische Denkmalliste, die auf Basis des Bayerischen Denkmalschutzgesetzes vom 1. Oktober 1973 erstmals erstellt wurde und seither durch das Bayerische Landesamt für Denkmalpflege geführt wird. Die folgenden Angaben ersetzen nicht die rechtsverbindliche Auskunft der Denkmalschutzbehörde.

## Bodendenkmäler in Haarbach
| Lage       | Objekt | Akten-Nr.     | Bild |
| ---------- | --- | ------------- | ---- |
| (Standort) | Schürfgrubenfeld vor- und frühgeschichtlicher bzw. mittelalterlicher Zeitstellung, Siedlung der Bronzezeit. | D-2-7444-0027 |      |
| (Standort) | Verebneter Grabhügel vorgeschichtlicher Zeitstellung. | D-2-7444-0030 |      |
| (Standort) | Untertägige Befunde und Funde im Bereich des frühneuzeitlichen Schlosses von Haarbach. | D-2-7444-0154 |      |
| (Standort) | Untertägige mittelalterliche und frühneuzeitliche Befunde und Funde im Bereich der spätmittelalterlichen katholischen Pfarrkirche St. Martin in Haarbach, darunter die Spuren von Vorgängerbauten bzw. älteren Bauphasen.                                | D-2-7444-0155 |      |
| (Standort) | Untertägige mittelalterliche und frühneuzeitliche Befunde und Funde im Bereich der spätmittelalterlich-frühneuzeitlichen katholischen Pfarrkirche St. Mariä Himmelfahrt in Wolfakirchen, darunter die Spuren von älteren Vorgängerbauten bzw. Bauphasen. | D-2-7444-0167 |      |
| (Standort) | Burgstall des Mittelalters („Rotenbergham“). | D-2-7445-0024 |      |
| (Standort) | Schürfgrubenfeld vor- und frühgeschichtlicher oder mittelalterlicher Zeitstellung. | D-2-7445-0025 |      |
| (Standort) | Weitgehend verebneter Wasserburgstall des Mittelalters („Rainding“). | D-2-7445-0026 |      |
| (Standort) | Untertägige mittelalterliche und frühneuzeitliche Befunde und Funde im Bereich der katholischen Filialkirche St. Stephanus in Bergham, darunter die Spuren von Vorgängerbauten bzw. älteren Bauphasen.                                                   | D-2-7445-0078 |      |
| (Standort) | Untertägige mittelalterliche und frühneuzeitliche Befunde und Funde im Bereich der frühneuzeitlichen katholischen Pfarrkirche St. Michael in Rainding mit aufgelassenem Ortsfriedhof, darunter die Spuren von Vorgängerbauten bzw. älteren Bauphasen.    | D-2-7445-0083 |      |
| (Standort) | Verebnete Grabhügel vorgeschichtlicher Zeitstellung oder Kohlenmeiler des Mittelalters oder der frühen Neuzeit. | D-2-7544-0002 |      |
| (Standort) | Verebnetes Grabenwerk vor- und frühgeschichtlicher Zeitstellung. | D-2-7544-0003 |      |
| (Standort) | Siedlung der vor- und frühgeschichtlicher oder mittelalterlicher Zeitstellung. | D-2-7544-0004 |      |
| (Standort) | Untertägige mittelalterliche und frühneuzeitliche Befunde und Funde im Bereich der katholischen Wallfahrtskirche Hl. Papst Gregor der Große in Grongörgen, darunter die Spuren von mindestens einem Vorgängerbau.                                        | D-2-7544-0110 |      |
| (Standort) | Grabhügel vorgeschichtlicher Zeitstellung. | D-2-7544-0135 |      |
| (Standort) | Schürfgrubenfeld vor- und frühgeschichtlicher oder mittelalterlicher Zeitstellung. | D-2-7545-0019 |      |
| (Standort) | Schürfgrubenfeld vor- und frühgeschichtlicher oder mittelalterlicher Zeitstellung. | D-2-7545-0022 |      |
| (Standort) | Schürfgrubenfeld vor- und frühgeschichtlicher oder mittelalterlicher Zeitstellung. | D-2-7545-0023 |      |
| (Standort) | Schürfgrubenfeld vor- und frühgeschichtlicher oder mittelalterlicher Zeitstellung. | D-2-7545-0024 |      |
| (Standort) | Schürfgrubenfeld vor- und frühgeschichtlicher oder mittelalterlicher Zeitstellung. | D-2-7545-0025 |      |
| (Standort) | Schürfgrubenfeld vor- und frühgeschichtlicher oder mittelalterlicher Zeitstellung. | D-2-7545-0026 |      |
| (Standort) | Schürfgrubenfeld vor- und frühgeschichtlicher oder mittelalterlicher Zeitstellung. | D-2-7545-0028 |      |
| (Standort) | Untertägige mittelalterliche und frühneuzeitliche Befunde und Funde im Bereich der katholischen Pfarrkirche St. Andreas in Oberuttlau, darunter die Spuren von Vorgängerbauten bzw. älteren Bauphasen.                                                   | D-2-7545-0147 |      |